# Libelits härad
Libelits härad var ett härad i Kuopio län, därefter Norra Karelens län, i Finland. Häradet bildades 1850 genom delning av Karelens övre härad.
Ytan (landsareal) var 5362,6 km² 1910; häradet hade 31 december 1908 63.928 invånare med en befolkningstäthet av 11,9 inv/km².

## Landskommuner
De ingående landskommunerna var 1910 som följer:
- Bräkylä, finska: Rääkkylä
- Kaavi
- Kesälax, finska: Kesälahti
- Kides, finska: Kitee
- Kontiolax, finska: Kontiolahti
- Kuusjärvi, bytte namn till Outokumpu 1968
- Libelits, finska: Liperi
- Polvijärvi

Säyneis bildades 1924 genom delning av Kaavi. Dessa båda kommuner överfördes till Kuopio härad när resten av häradet fördes till det nybildade Norra Karelens län 1960.